# Resident Evil Outbreak
Resident Evil: Outbreak — відеогра жанру survival horror 2003 року, розроблена та видана компанією Capcom. Це перша частина серії в якій з'явився багатокористувацький онлайн режим.

## Сюжет
Цього разу немає цільного сюжету, замість нього гра поділена на 5 незалежних сценарієв. Всі події розгортаються у Раккун-Сіті в один час з подіями Resident Evil 2 та Resident Evil 3: Nemesis

## Ігровий процес
Основою гри є онлайн мультиплеєр. Гравці можуть вибрати одного з 8 персонажів та разом пройти ігрові сценарії. Кожен персонаж має спеціальні навички, наприклад, Марк може блокувати атаки зомбі та швидше пересувати важкі об'єкти, Кевін може наносити критичні поранення ворогам зі свого пістолета, Сінді може лікувати своїх напарників тощо.
Інвентар всіх персонажів (окрім Йоко) має всього 4 слоти для предметів, тому гравцям доведеться носити з собою тільки найнеобхідніші предмети.
Правий стік на джойстику відповідає за розмови, наприклад, за його допомогою можна покликати напарника на допомогу, чи наказати йти вперед.
Окрім онлайн режиму в грі є режим для одного гравця. В ньому всі напарники керуються комп'ютером.

## Сервери гри
У 2010 році всі сервери гри були відключені. Однак, у грудні 2013 року фанати запустили свої сервери на яких відтепер можна грати з японської версії гри.

## Сиквел
У 2004 році був випущений сиквел гри під назвою Resident Evil Outbreak: File 2. В ньому представлені нові геймплейні можливості та нові сценарії.